# Polycyathus hodgsoni
Espèce
Statut CITES
Polycyathus hodgsoni est une espèce de coraux de la famille des Caryophylliidae.

## Étymologie
Son nom spécifique, hodgsoni, lui a été donné en l'honneur de G. Hodgson qui a indiqué l'endroit où les spécimens ont été collectés.

## Publication originale
- Verheij & Best, 1987 : Notes on the Genus Polycyathus Duncan, 1876 and a Description of Three New Scleractinian Corals from the Indo-Pacific. Zoologische Mededelingen, vol. 61, n. 12, pp. 147-154 (texte intégral) (en).